# Ramón Guzmán (bokser)
Ramón Guzmán – wenezuelski bokser, złoty medalista igrzysk Ameryki Środkowej i Karaibów w San Juan z roku 1966.

## Kariera
W 1966 roku Guzmán zajął pierwsze miejsce w kategorii lekkiej na igrzyskach Ameryki Środkowej i Karaibów, które rozgrywane były w San Juan. W półfinale pokonał Kubańczyka Enrique Regüeiferosa, awansując do finału. W finale Wenezuelczyk pokonał Dominikańczyka Rafaela Peraltę, nokautując go w drugiej rundzie.